# Polyura
Sous-genre
Polyura est un sous-genre de lépidoptères (papillons) de la famille des Nymphalidae, de la sous-famille des Charaxinae, de la tribu des Charaxini et du genre Charaxes, communément appelés Nawabs.

## Distribution
Le sous-genre est distribué d'Est en Ouest du Pakistan aux îles Okinawa, et du Nord au Sud de la Chine septentrionale à l'Australie. De nombreuses espèces sont endémiques des îles Fiji, Nouvelle-Calédonie, Salomon et Vanuatu. L'espèce endémique de Sulawesi Charaxes inopinatus connue uniquement par son holotype, est supposée éteinte.

## Systématique
- Le sous-genre Polyura a été décrit par le naturaliste suédois Gustav Johan Billberg en 1820[1].
- L'espèce type est Polyura pyrrhus (Linnaeus, 1758).

### Synonymes
- Eulepis Scudder, 1875 [2]
- Murwareda Moore, 1896  [3]
- Pareriboea Roepke, 1938 [4]

### Taxinomie
Le sous-genre a été révisé sur la base de critères morphologiques par Robert Leslie Smiles en 1982.
À la suite de travaux récents de phylogénie moléculaire le genre Polyura a été synonymisé avec le genre Charaxes. Cependant, le genre Charaxes comprend de nombreux groupes morphologiquement distincts dont les sous-genres Euxanthe et Polyura. Une analyse phylogénomique complète de la sous-famille Charaxinae est en cours et permettra de déterminer si le genre Charaxes nécessite d'être révisé dans son intégralité, et éventuellement divisé en plusieurs genres valides. Le groupe-frère des Polyura semble comprendre les espèces afrotropicales Charaxes paphianus et Charaxes pleione. Les autres espèces sud-asiatiques du genre Charaxes ne semblent pas être phylogénétiquement proches du sous-genre Polyura malgré une distribution géographique pour la plupart identique.
Une phylogénie moléculaire complète du sous-genre ainsi que deux autres travaux de systématique moléculaire ont été récemment publiés, et ont permis de réviser la taxonomie du sous-genre en détail,,. Une étude complémentaire a permis de démontrer que le sous-genre est apparu en Asie au cours du Miocène. La région australienne n'a été colonisée que secondairement, une fois l'assemblage géologique des îles de la Sonde terminé.
Le sous-genre se compose de trois groupes d'espèces distincts dont la séparation est soutenue par des caractères morphologiques, comme moléculaires.
Liste des espèces
Groupe athamas:
- Papillon Polyura agraria sur une plante Jatropha à Hyderabad, Andhra Pradesh en IndeCharaxes agrarius (Swinhoe 1887)

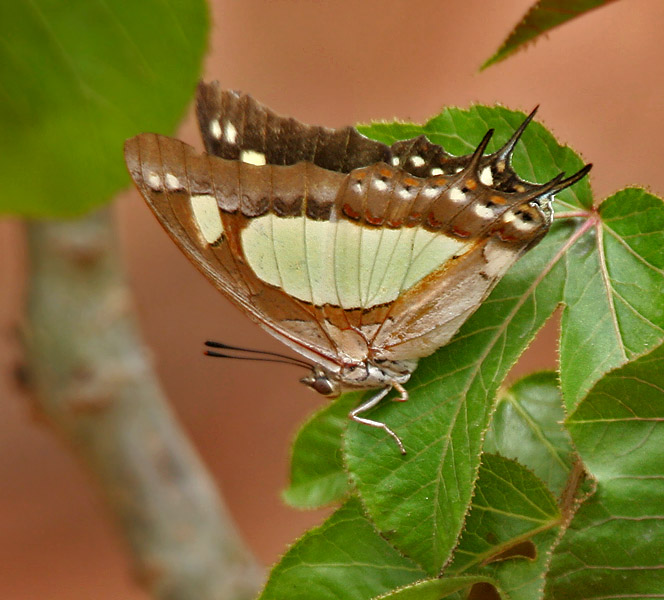
Papillon Polyura agraria sur une plante Jatropha à Hyderabad, Andhra Pradesh en Inde

- Charaxes alphius (Staudinger, 1886)
- Charaxes arja (C. et R: Felder, 1867)
- Charaxes athamas (Drury, 1773)
- Charaxes attalus (Felder & Felder, 1867)
- Charaxes bharata (Felder & Felder, 1867)
- Charaxes jalysus (Felder & Felder, 1867)
- Charaxes hebe (Butler, 1866)
- Charaxes luzonicus (Rothschild, 1899)
- Charaxes moori (Distant, 1883)
- Charaxes paulettae (Toussaint, 2015)
- Charaxes schreiber (Godart, 1824)

Groupe eudamippus:
- Charaxes delphis (Doubleday, 1843)
- Charaxes dolon (Westwood, 1847)
- Charaxes eudamippus (Doubleday, 1843)
- Charaxes narcaeus (Hewitson, 1854)
- Charaxes nepenthes (Grose-Smith, 1883)
- Charaxes posidonius (Leech, 1891)
- Charaxes weismanni (Fritze 1894)

Groupe pyrrhus:
- Charaxes andrewsi (Butler, 1900)
- Charaxes attila (Grose-Smith, 1889)
- Charaxes bicolor (Turlin & Sato 1995)
- Charaxes caphontis (Hewitson, 1874)
- Charaxes clitarchus (Hewitson, 1874)
- Charaxes cognatus (Vollenhoven, 1861)
- Charaxes dehanii (Westwood, 1850)
- Charaxes epigenes (Godman et Salvin, 1888)
- Charaxes gamma (Lathy, 1888)
- Charaxes gilolensis (Butler, 1869)
- Charaxes inopinatus (Röber, 1939)
- Charaxes jupiter (Butler, 1869)
- Charaxes pyrrhus (Linnaeus, 1758)
- Charaxes sacco (Smart 1977)
- Charaxes sempronius (Fabricius, 1793)
- Charaxes smilesi (Toussaint, 2015)

## Illustrations

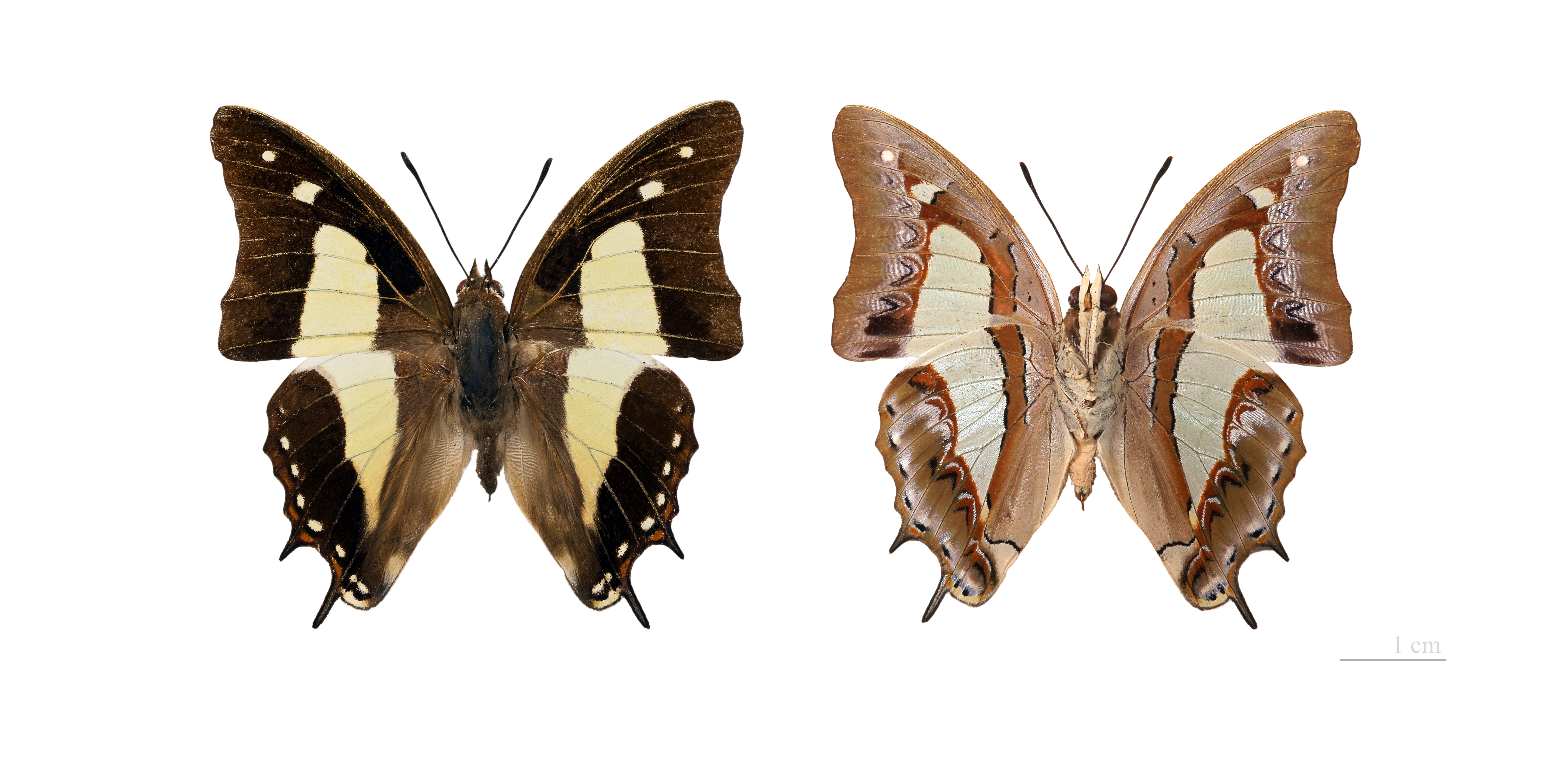
Polyura athamas - Muséum de Toulouse.
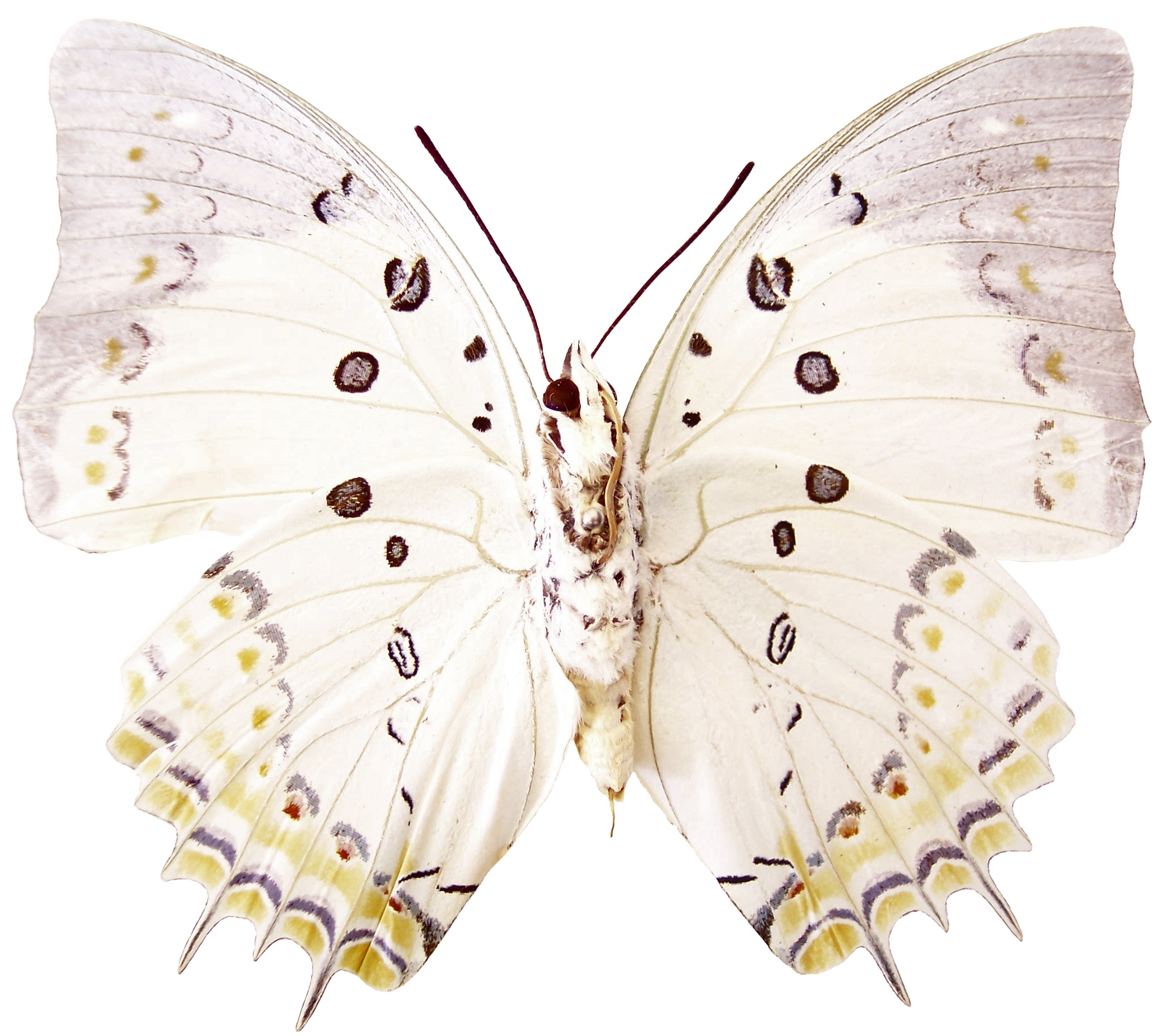
Polyura delphis.
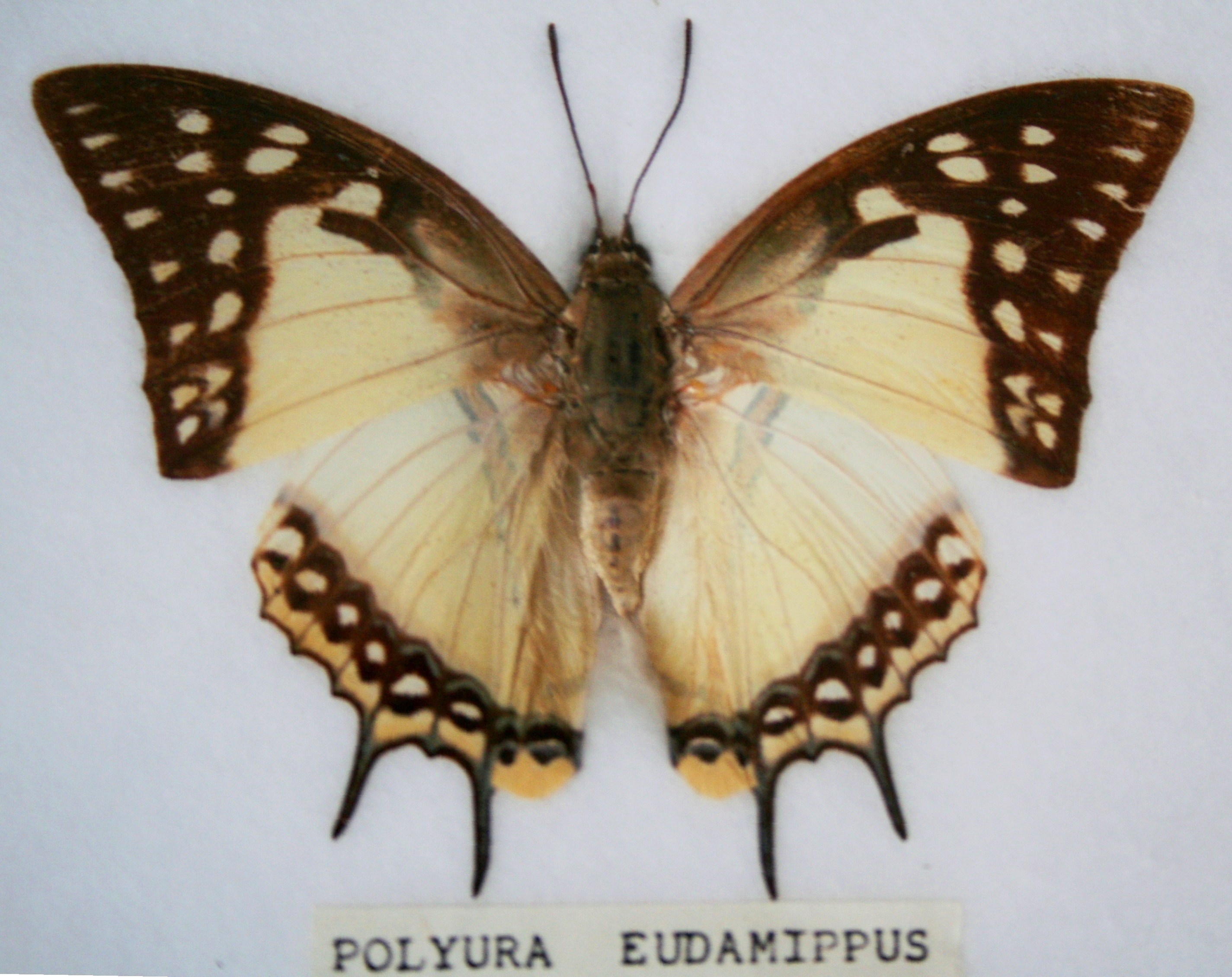
Polyura eudamippus.
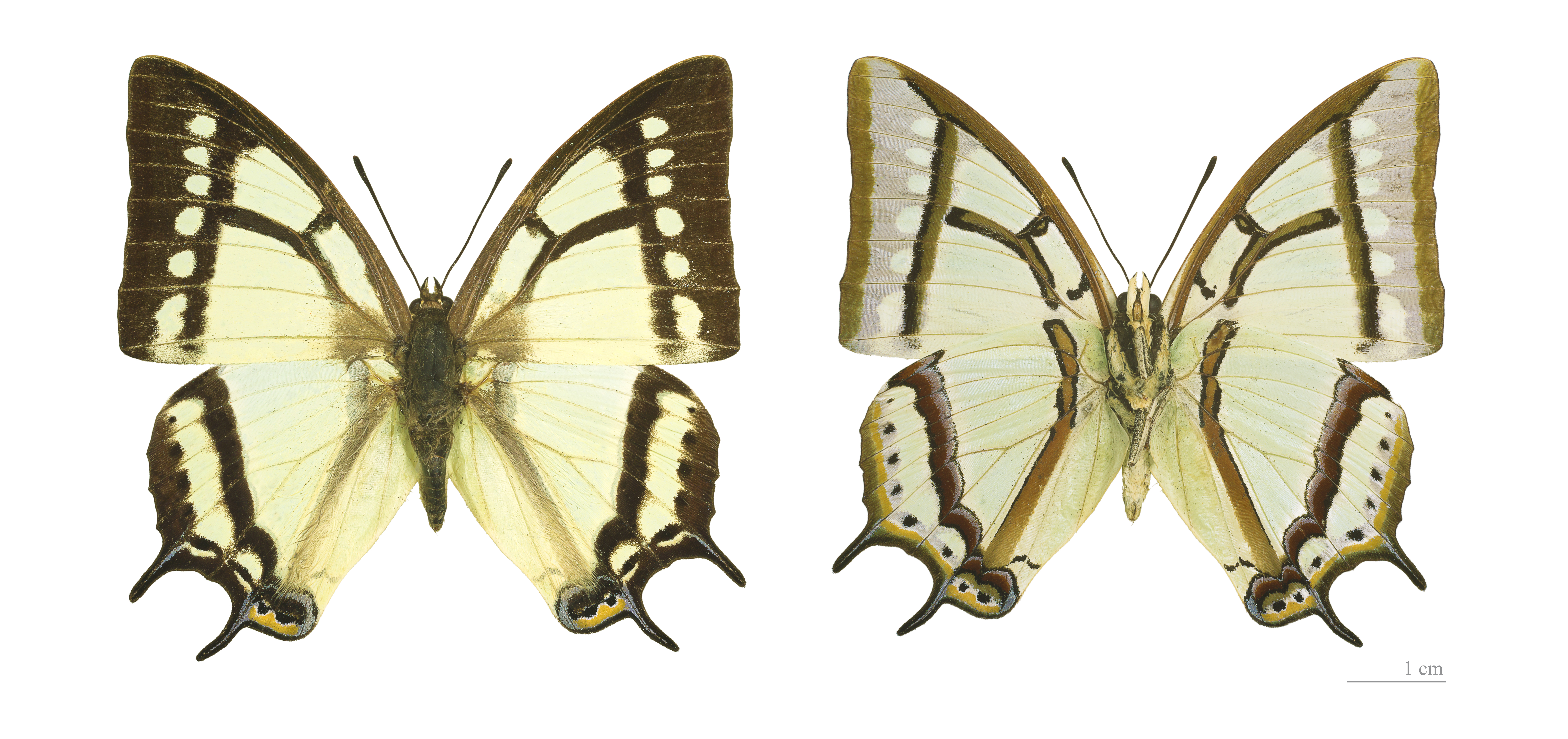
Polyura narcaeus - Muséum de Toulouse.
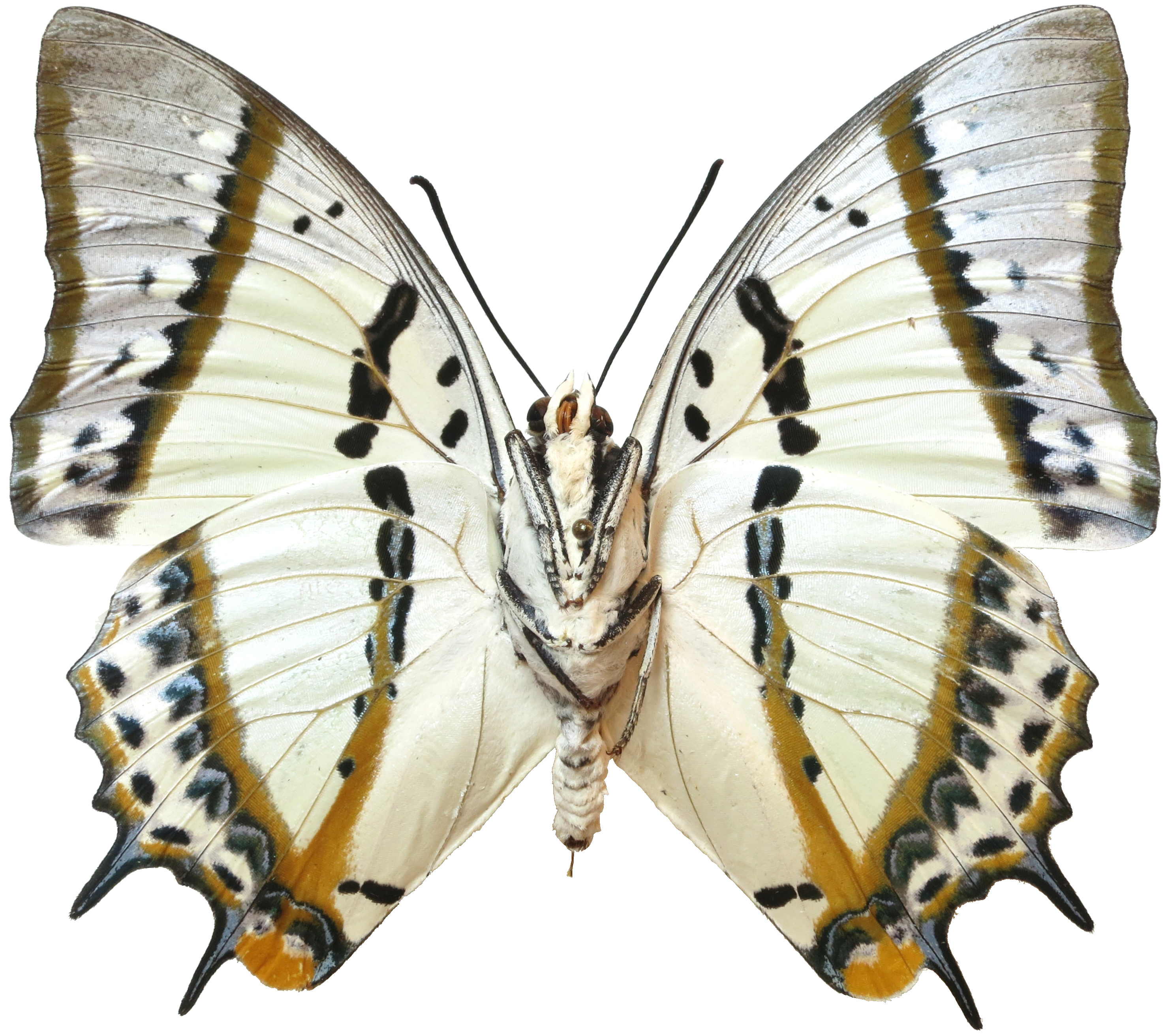
Polyura nepenthes.
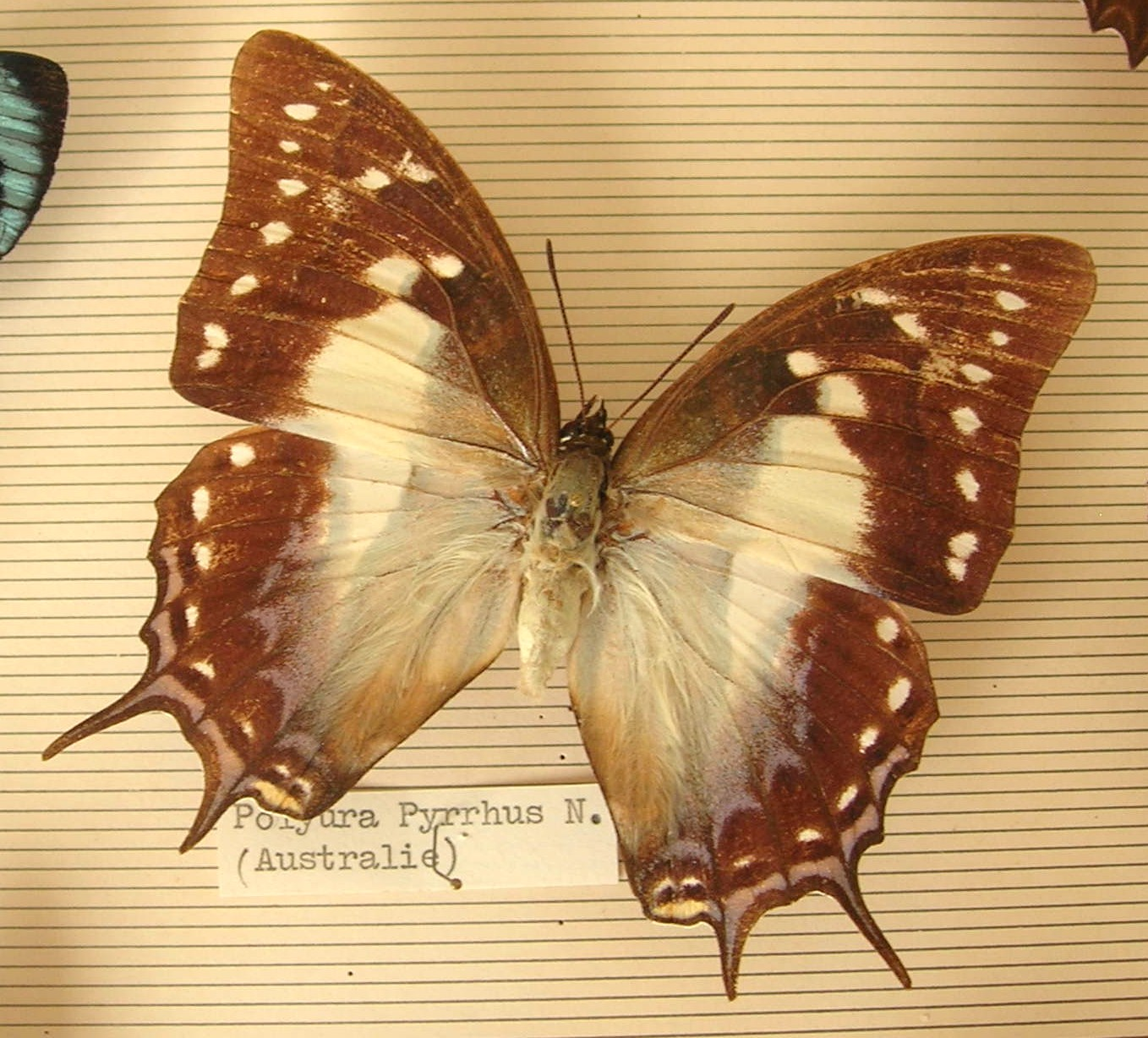
Polyura pyrrhus.
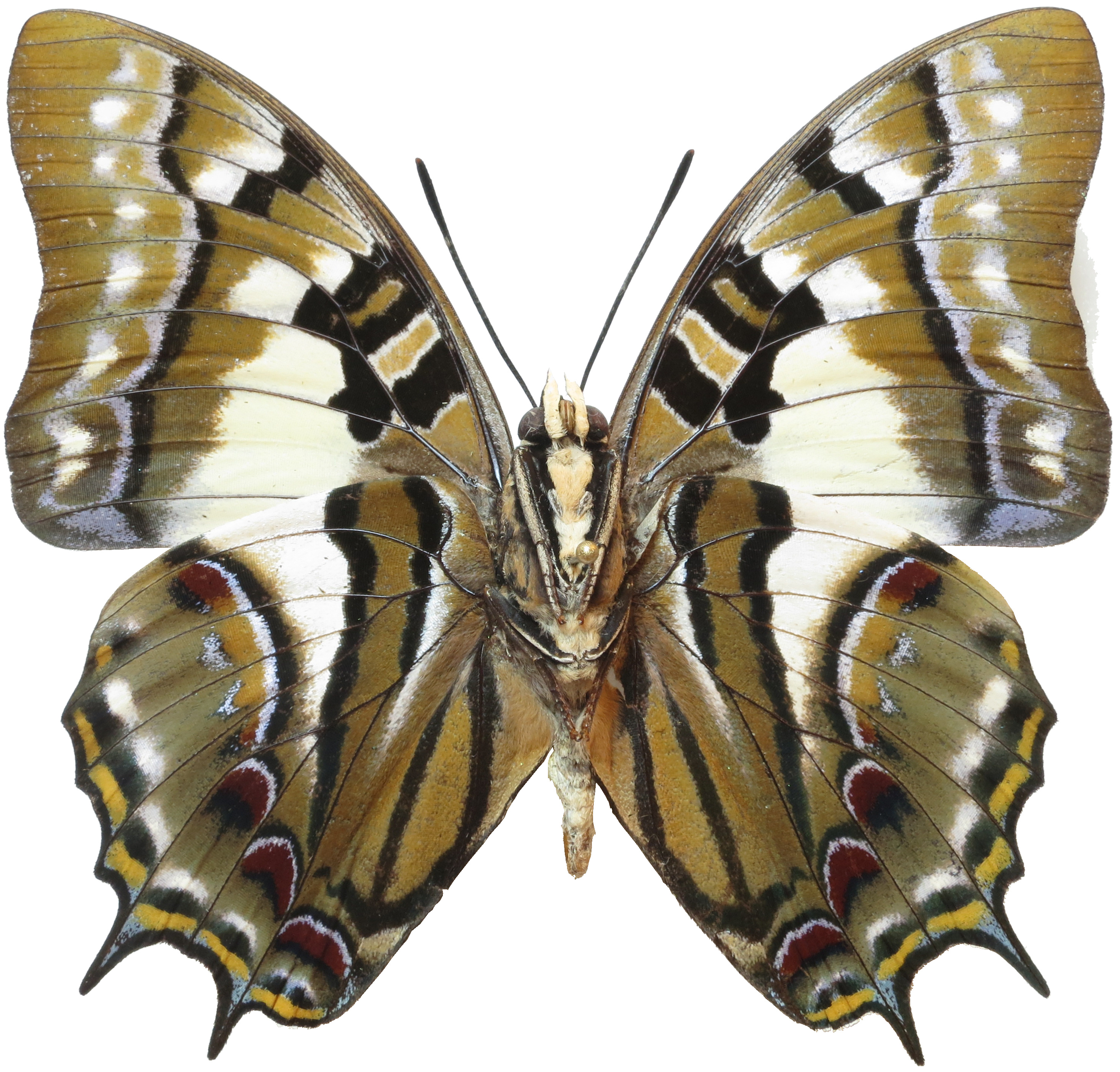
P. pyrrhus pyrrhus.